# 尖葉黃蘚
尖葉黃蘚（学名：Distichophyllum cuspidatum）为油蘚科黃蘚屬下的一个种。

## 扩展阅读
- 維基物種上的相關：尖葉黃蘚